# Saint-Julien-le-Faucon
Pour les articles homonymes, voir Saint-Julien.
Saint-Julien-le-Faucon est une ancienne commune française du département du Calvados, dans la région Normandie.
Elle est peuplée de 682 habitants.
Le 1er janvier 2017, elle prend le statut administratif de commune déléguée au sein de la nouvelle commune de Mézidon Vallée d'Auge de statut administratif commune nouvelle.

## Toponymie
Le nom de la localité est attesté sous les formes Saint Julien le Fouquon en 1238 (charte de Vignats, 85), Sanctus Julianus de Foucon au XIVe siècle, de Foulcon  au XVIe siècle (pouillé de Lisieux, p. 46), Sanctus Julianus de Falcone en 1571 (pouillé de Lisieux, p. 47), Saint Julien le Foucon en 1585 (papier terrier de Falaise), Saint Julien le Foulcon en 1667 (carte de Le Vasseur).
Saint-Julien est un hagiotoponyme.
Le toponyme a été formé par l'association du saint patron de la paroisse, Julien du Mans (1er évêque du Mans) et du nom du seigneur de Saint-Julien et Grandchamp, Foulques du Merle, maréchal de France, dans la famille duquel le prénom Fulco a donné Foulques, au cas sujet et au cas régime Foulcon, Faucon d’où Saint Julien de Foulcon puis Faulcon et enfin Faucon.

## Histoire
L’histoire de la seigneurie de Saint-Julien est étroitement liée à celles des communes voisines du Xe au XVIIIe siècle. Au gré des renversements d’alliances et suzerainetés diverses, la seigneurie connaît une histoire mouvementée au long de la guerre de Cent Ans.
Saint-Julien devient chef-lieu de canton en 1790, pour être finalement rattachée au canton de Mézidon. Adversaires et partisans de la Révolution s’affrontent en joutes verbales dans l’église paroissiale, qui n’est rendue au culte qu’en 1799. La commune prend son nom actuel en 1801.
La commune supporte le passage des Prussiens en 1815.
Le 1er janvier 2017, Saint-Julien-le-Faucon intègre avec treize autres communes la commune de Mézidon Vallée d'Auge créée sous le régime juridique des communes nouvelles instauré par la loi no 2010-1563 du 16 décembre 2010 de réforme des collectivités territoriales. Les communes des Authieux-Papion, de Coupesarte, de Crèvecœur-en-Auge, de Croissanville, de Grandchamp-le-Château, de Lécaude, de Magny-la-Campagne, de Magny-le-Freule, du Mesnil-Mauger, de Mézidon-Canon, de Monteille, de Percy-en-Auge, de Saint-Julien-le-Faucon et de Vieux-Fumé deviennent des communes déléguées et Mézidon-Canon est le chef-lieu de la commune nouvelle.

## Politique et administration

### Liste des maires
| Période                                  | Période       | Identité        | Étiquette | Qualité                 |
| ---------------------------------------- | ------------- | --------------- | --------- | ----------------------- |
| Les données manquantes sont à compléter. |               |                 |           |                         |
| avant 1988                               | ?             | Marcel Gazareth |           |                         |
| 1995                                     | décembre 2016 | Marcel James    | SE        | Retraité cadre bancaire |

### Liste des maires de la commune déléguée
| Période      | Période      | Identité            | Étiquette | Qualité                            |
| ------------ | ------------ | ------------------- | --------- | ---------------------------------- |
| janvier 2017 | janvier 2020 | Marcel James        | SE        | Retraité                           |
| mai 2020     | En cours     | Géraldine Tanquerel | SE        | Contrôleuse des finances publiques |

## Démographie
L'évolution du nombre d'habitants est connue à travers les recensements de la population effectués dans la commune depuis 1793. À partir du 1er janvier 2009, les populations légales des communes sont publiées annuellement dans le cadre d'un recensement qui repose désormais sur une collecte d'information annuelle, concernant successivement tous les territoires communaux au cours d'une période de cinq ans. 
Pour les communes de moins de 10 000 habitants, une enquête de recensement portant sur toute la population est réalisée tous les cinq ans, les populations légales des années intermédiaires étant quant à elles estimées par interpolation ou extrapolation. Pour la commune, le premier recensement exhaustif entrant dans le cadre du nouveau dispositif a été réalisé en 2006,.
En 2021, la commune comptait 682 habitants, en évolution de −5,15 % par rapport à 2015 (Calvados : +1,58 %, France hors Mayotte : +2,49 %).
| 1793 | 1800 | 1806 | 1821 | 1831 | 1836 | 1841 | 1846 | 1851 |
| ---- | ---- | ---- | ---- | ---- | ---- | ---- | ---- | ---- |
| 287  | 261  | 325  | 319  | 335  | 354  | 366  | 382  | 376  |

| 1856 | 1861 | 1866 | 1872 | 1876 | 1881 | 1886 | 1891 | 1896 |
| ---- | ---- | ---- | ---- | ---- | ---- | ---- | ---- | ---- |
| 361  | 374  | 391  | 391  | 408  | 467  | 449  | 458  | 428  |

| 1901 | 1906 | 1911 | 1921 | 1926 | 1931 | 1936 | 1946 | 1954 |
| ---- | ---- | ---- | ---- | ---- | ---- | ---- | ---- | ---- |
| 444  | 423  | 420  | 403  | 449  | 445  | 443  | 501  | 490  |

| 1962 | 1968 | 1975 | 1982 | 1990 | 1999 | 2006 | 2011 | 2016 |
| ---- | ---- | ---- | ---- | ---- | ---- | ---- | ---- | ---- |
| 444  | 420  | 405  | 520  | 520  | 582  | 670  | 725  | 700  |

| 2019 | - | - | - | - | - | - | - | - |
| ---- | - | - | - | - | - | - | - | - |
| 683  | - | - | - | - | - | - | - | - |

## Population et société

### Démographie
L'évolution du nombre d'habitants est connue à travers les recensements de la population effectués dans la commune depuis 1793. À partir du 1er janvier 2009, les populations légales des communes sont publiées annuellement dans le cadre d'un recensement qui repose désormais sur une collecte d'information annuelle, concernant successivement tous les territoires communaux au cours d'une période de cinq ans. 
Pour les communes de moins de 10 000 habitants, une enquête de recensement portant sur toute la population est réalisée tous les cinq ans, les populations légales des années intermédiaires étant quant à elles estimées par interpolation ou extrapolation. Pour la commune, le premier recensement exhaustif entrant dans le cadre du nouveau dispositif a été réalisé en 2006,.
En 2021, la commune comptait 682 habitants, en évolution de −5,15 % par rapport à 2015 (Calvados : +1,58 %, France hors Mayotte : +2,49 %).
| 1793 | 1800 | 1806 | 1821 | 1831 | 1836 | 1841 | 1846 | 1851 |
| ---- | ---- | ---- | ---- | ---- | ---- | ---- | ---- | ---- |
| 287  | 261  | 325  | 319  | 335  | 354  | 366  | 382  | 376  |

| 1856 | 1861 | 1866 | 1872 | 1876 | 1881 | 1886 | 1891 | 1896 |
| ---- | ---- | ---- | ---- | ---- | ---- | ---- | ---- | ---- |
| 361  | 374  | 391  | 391  | 408  | 467  | 449  | 458  | 428  |

| 1901 | 1906 | 1911 | 1921 | 1926 | 1931 | 1936 | 1946 | 1954 |
| ---- | ---- | ---- | ---- | ---- | ---- | ---- | ---- | ---- |
| 444  | 423  | 420  | 403  | 449  | 445  | 443  | 501  | 490  |

| 1962 | 1968 | 1975 | 1982 | 1990 | 1999 | 2006 | 2011 | 2016 |
| ---- | ---- | ---- | ---- | ---- | ---- | ---- | ---- | ---- |
| 444  | 420  | 405  | 520  | 520  | 582  | 670  | 725  | 700  |

| 2019 | - | - | - | - | - | - | - | - |
| ---- | - | - | - | - | - | - | - | - |
| 683  | - | - | - | - | - | - | - | - |

## Culture locale et patrimoine

### Lieux et monuments
- Église Saint-Julien
- Chapelle Notre-Dame-de-Lourdes, route de Grandchamp.
- Gare de Saint-Julien-le-Faucon.
- Vestiges d'une motte féodale, à l'est du village, entre les deux bras de la Vie[13].

Cartes postales anciennes
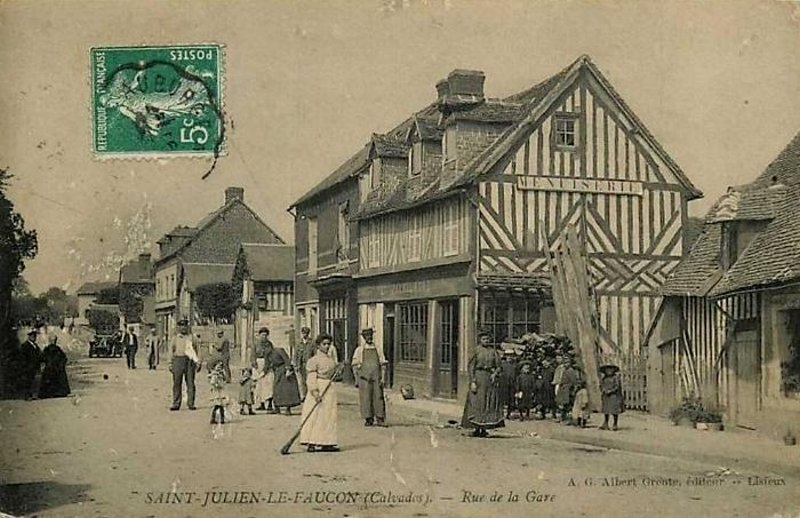
La rue de la gare vers 1910.
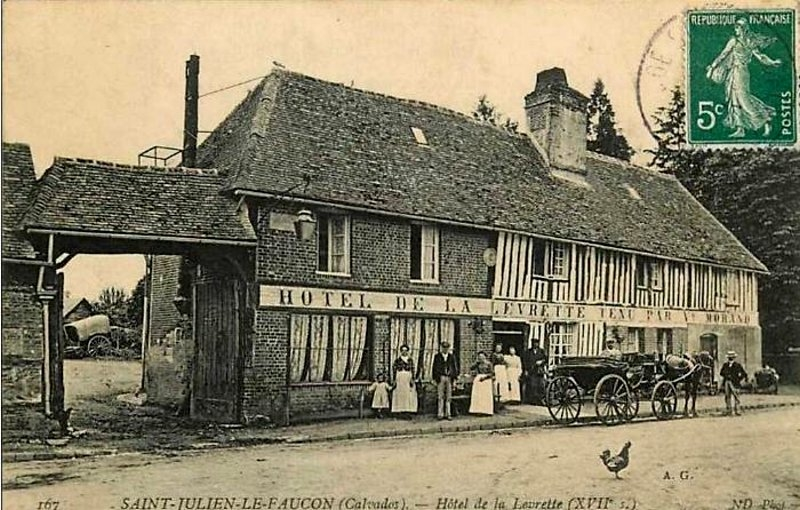
L'hôtel de La Levrette du XVIIe siècle vers 1910.
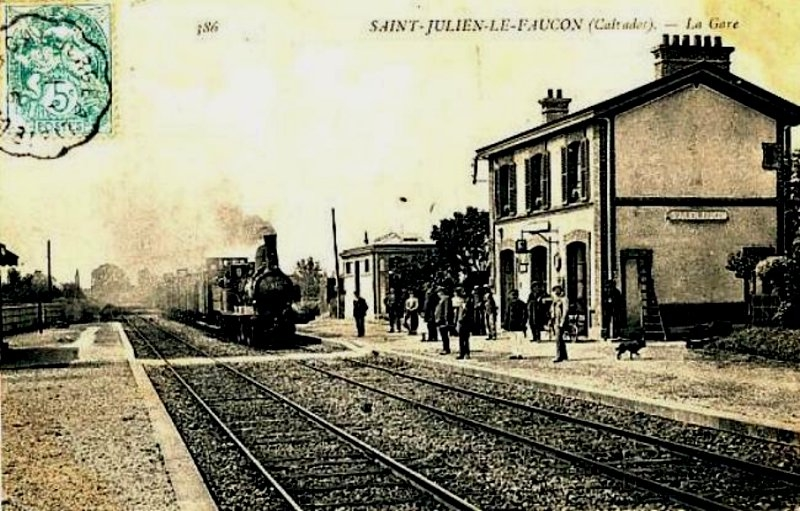
La gare vers 1905.
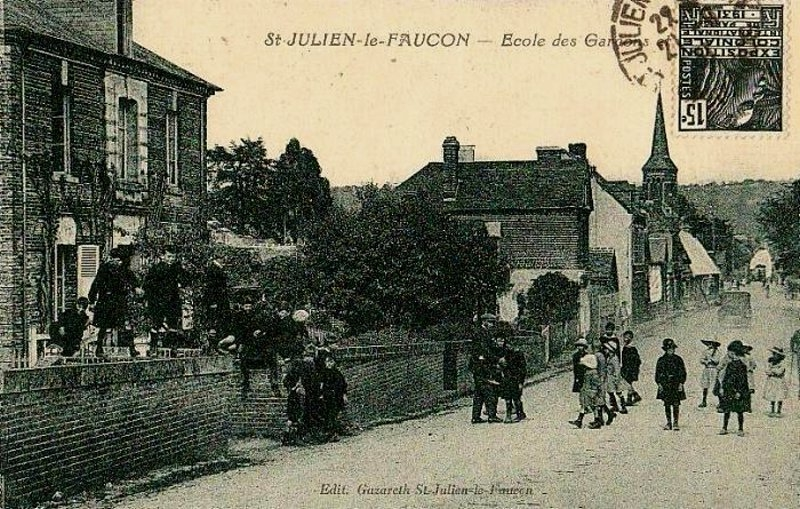
L'école de garçons vers 1925.
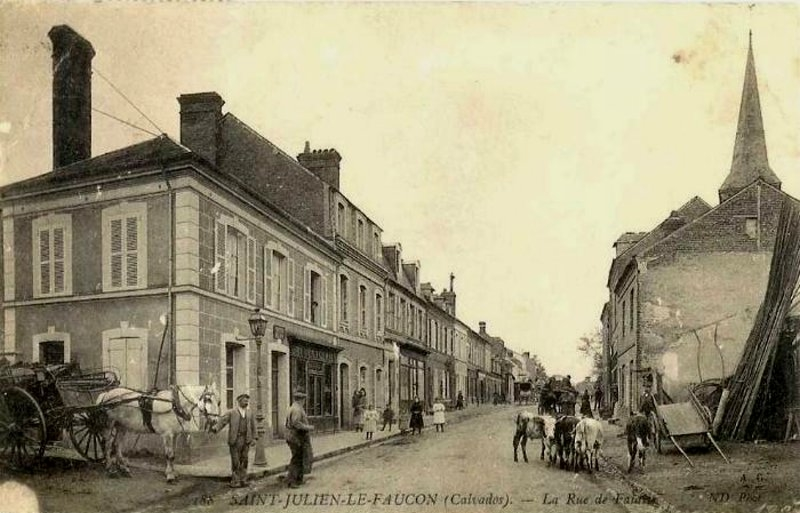
La rue de Falaise vers 1910.
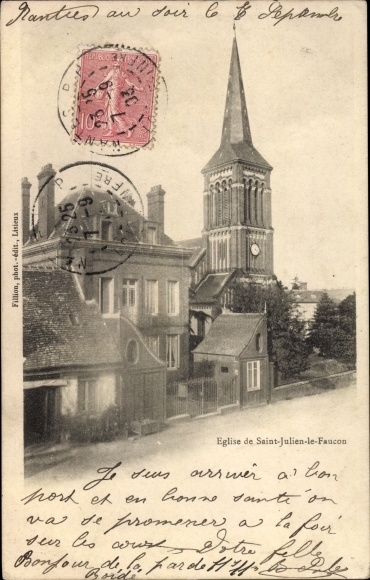
L'église (oblitération de 1903).
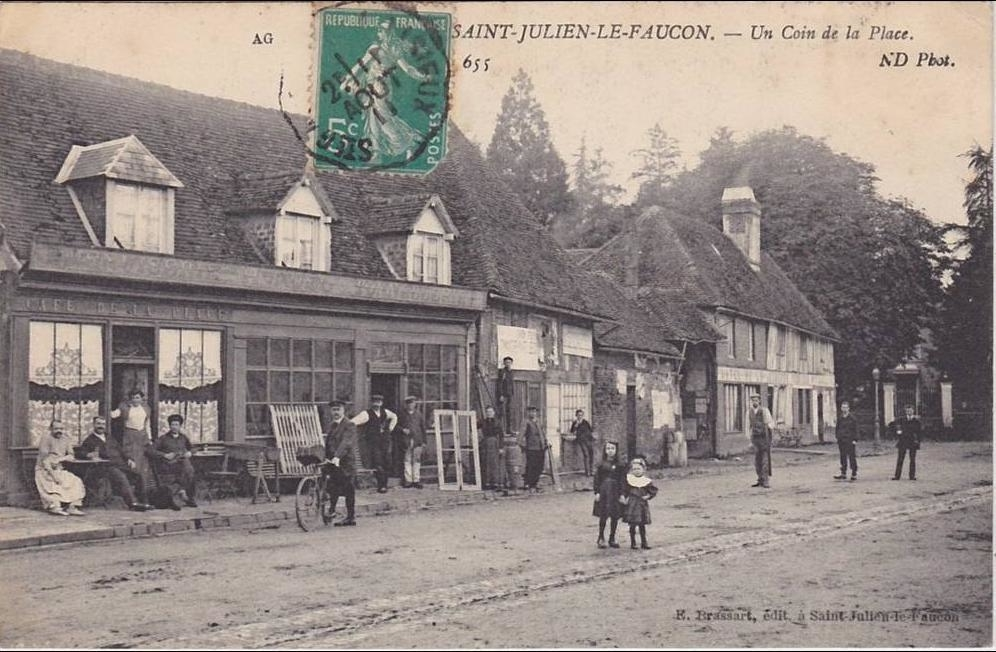
La place (oblitération de 1911).
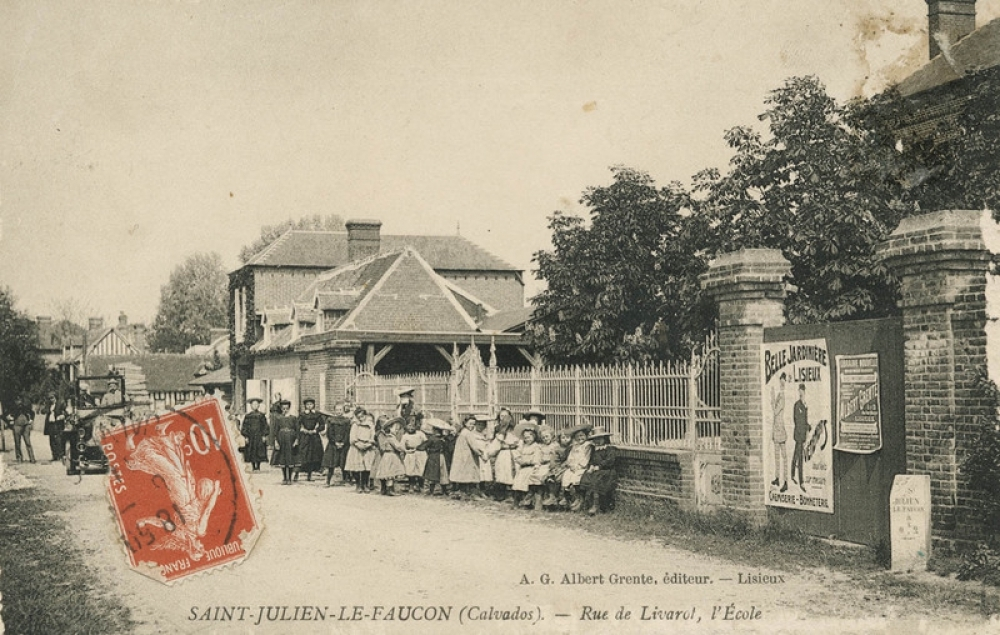
L'école de filles vers 1910.

### Héraldique
| Blason de Saint-Julien-le-Faucon | Blason  | D'azur aux trois faucons d'or accompagnés de l'inscription « SANCTUS JULIANUS DE FALCONE » en lettres capitales du même sur les flancs et la pointe, au chef cousu de gueules chargé de trois quintefeuilles d'argent, à la filière aussi d'or brochant sur le tout.                       |
| Blason de Saint-Julien-le-Faucon | Détails | Armes parlantes. La partie haute représente le blason de Foulques du Merle, maréchal de France, seigneur de Saint-Julien. Les trois faucons de la partie basse symbolisent son prénom, Foulques, mot à l'époque quasi-synonyme de faucon. Le statut officiel du blason reste à déterminer. |